# Freddie Dixon
Frederick William „Freddie“ Dixon (* 21. April 1892 in Stockton-on-Tees; † 4. November 1956 in Reigate) war ein britischer Motorrad- und Autorennfahrer und wurde als Designer von Motorradgespannen bekannt.

## Jugend und Familie
Freddie Dixon wurde 1892 als eines von acht Kindern von John und Martha Dixon geboren. Nach der Grundschule begann er im Alter von 13 Jahren eine Ausbildung als Verkäufer für Fahrräder. Nach nur wenigen Monaten brach er die Ausbildung ab und suchte sich in einer Reparaturwerkstätte für Motorräder eine neue Beschäftigung. Dixon schloss keine Berufsausbildung ab; sein Wissen über den Motorradbau beruhte auf Praxiserfahrungen. Er war einmal verheiratet; 1926 ehelichte er Margaret Thew; der Ehe entsprang eine Tochter.

## Motorradsport
1909 erwarb Dixon sein erstes Motorrad und begann damit bei sportlichen Veranstaltungen anzutreten. Er beteiligte sich bei Geschwindigkeitsprüfungen und fuhr Bergrennen. 1912 startete er erstmals, wenn auch erfolglos, bei der Isle of Man TT. Während des Ersten Weltkriegs diente er im Royal Army Service Corps, einem Versorgungskorps der British Army. Nach vier Jahren im Krieg rüstete er als Staff Sergeant ab. Kurz nach dem Krieg eröffnete er eine Motorradfachwerkstätte in Middlesbrough und begann wieder mit dem Motorradsport. Er bestritt Rennen mit Solomaschinen und Motorradgespannen. 1923 und 1927 siegte er bei TT. 1923 zusammen mit Beifahrer Walter Denny auf einer von ihm mit einem Seitenwagen ausgestatteten Douglas. 1927 siegte er auf einer Solo-Werks-HRD. Er war damit der erste Motorradrennfahrer der bei der Tourist Trophy sowohl eine Solo- wie auch ein Gespannrennen gewinnen konnte. Ende 1928 beendete er seine aktive Motorradkarriere und zog sich für vier Jahre vom Rennsport zurück.

## Automobilsport
1932 begann er wieder Rennen zu fahren, diesmal mit Automobilen. Nach ein paar erfolgreichen Clubrennen erwarb er bei Riley drei Riley-TT-Karosserien mit den dazugehörenden Motoren. Dixon baute die Fahrzeuge um, ersetzte schwere Karosserieteile durch Aluminium und machte die Chassis insgesamt steifer. 1934 siegte er beim 500-Meilen-Rennen von Brooklands und gab sein Debüt beim 24-Stunden-Rennen von Le Mans. Beim Langstreckenrennen in Westfrankreich fuhr er einen Werks-Riley und beendete das Rennen mit Teamkollegen Cyril Paul als Gesamtdritter.
1935 und 1936 siegte er bei der RAC Tourist Trophy und wiederholte 1936 seinen Triumph in Brooklands.
Ende der 1930er-Jahre beendete er seine Rennkarriere und konzentrierte sich auf sein eigenes Unternehmen. Er arbeitete nach dem Zweiten Weltkrieg für britische Motorradhersteller als Designer und Konstrukteur von Motorradgespannen.

## Statistik

### Isle-of-Man-TT-Siege
| Jahr | Klasse           | Maschine | Durchschnittsgeschwindigkeit |
| ---- | ---------------- | -------- | ---------------------------- |
| 1923 | Sidecar          | Douglas  | 53,15 mph (85,54 km/h)       |
| 1927 | Junior (350 cm³) | HRD      | 67,19 mph (108,13 km/h)      |

### Le-Mans-Ergebnisse
| Jahr | Team                     | Fahrzeug              | Teamkollege | Platzierung | Ausfallgrund               |
| ---- | ------------------------ | --------------------- | ----------- | ----------- | -------------------------- |
| 1934 | Riley Motor Company Ltd. | Riley 6/12 MPH Racing | Cyril Paul  | Rang 3      |                            |
| 1935 | Riley Motor Company Ltd. | Riley 6/12 MPH Racing | Cyril Paul  | Ausfall     | Wagenbrand beim Boxenstopp |